# Kinsale

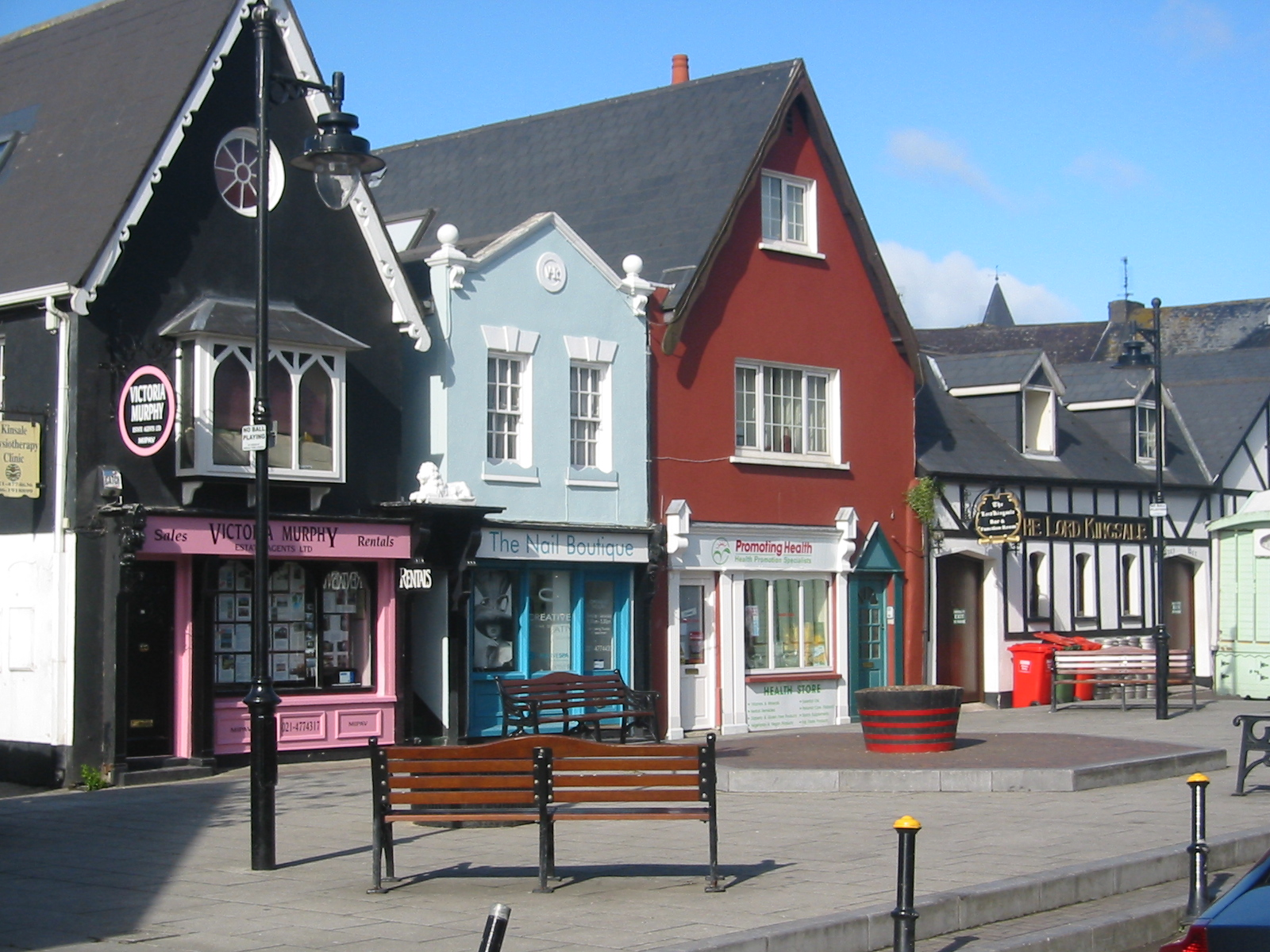
Marktplatz

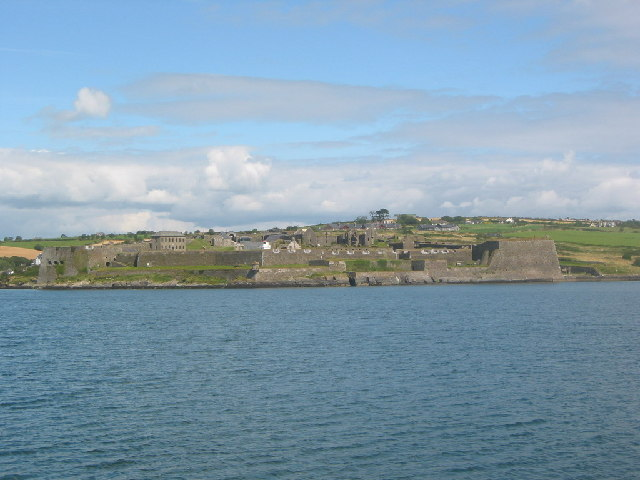
Charles Fort

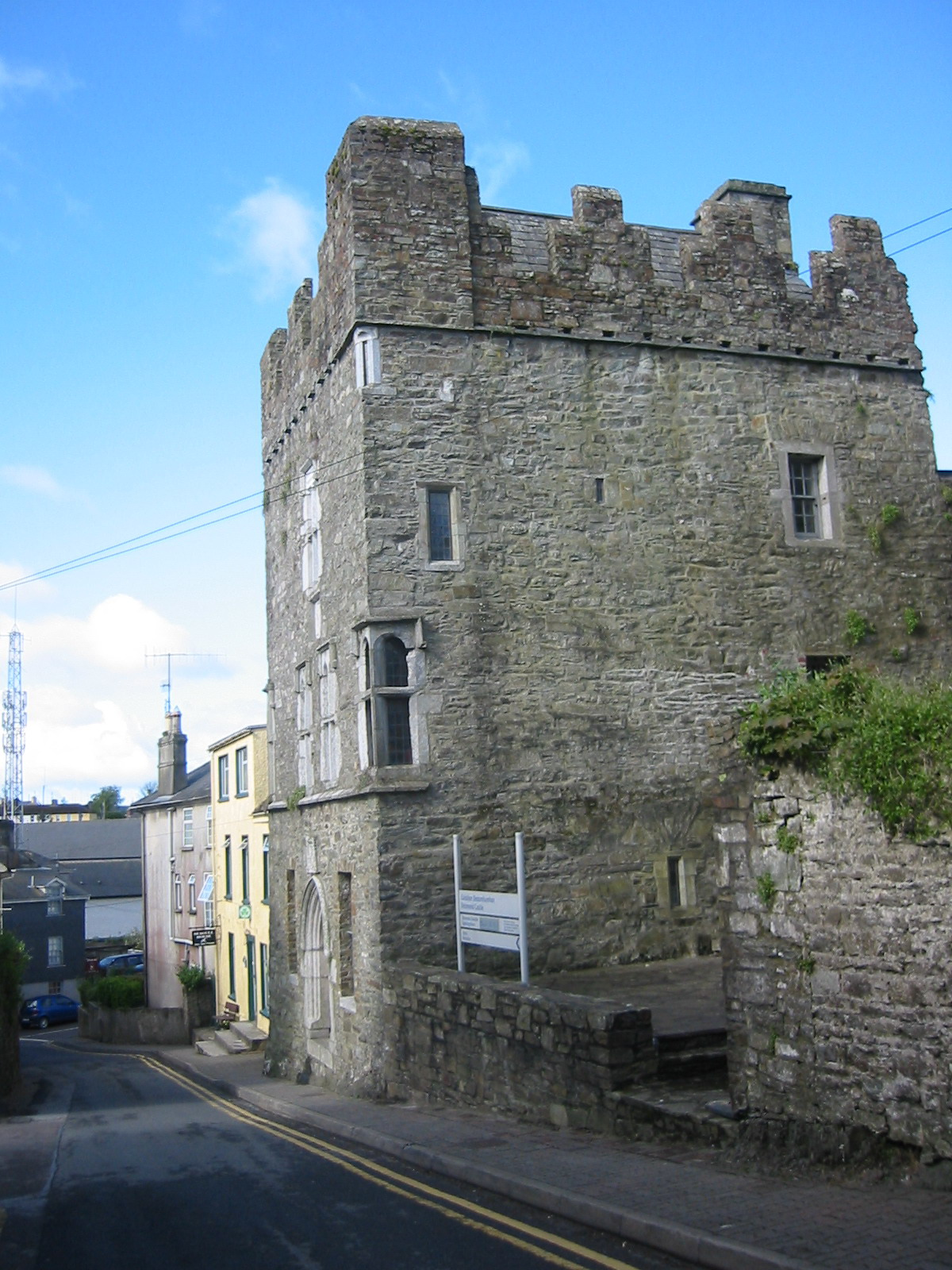
Desmond Castle

Kinsale (irisch Cionn tSáile, Ausspr. /ˌk´un ˈtɑːl´ə/) ist eine Stadt im County Cork im Süden der Republik Irland. Sie liegt ca. 25 km südlich von Cork City an der Küste der Keltischen See und hat 5991 Einwohner (Agglomeration, Stand 2022). Sie bildet das im Süden gelegene Ende des Wild Atlantic Way.

## Geschichte
1601 erlitten die irischen Truppen und die mit ihnen verbündeten Spanier in der Schlacht von Kinsale eine Niederlage gegen die Engländer. Im 17. und 18. Jahrhundert war Kinsale ein wichtiger Flottenstützpunkt. Heute verfügt es über einen bekannten Yachthafen.

## Wirtschaft
Hauptwirtschaftszweig ist der Tourismus, der mit einem großen Tourist Information Center und mehr als 30 vorrangig auf Touristen ausgerichteten Geschäften, Galerien und Restaurants weitgehend auch das Stadtbild bestimmt. In der Urlaubssaison finden in Kinsale alljährlich verschiedene Festivitäten statt.
Kinsale gehört zu den mehr als 20 irischen und britischen Transition Towns, die auf Anregung des Permakulturlehrers Rob Hopkins ein Programm entwickelt haben, mit dem die Stadt und ihre Bewohner den Übergang zu einem energiebewussteren Leben „weg vom Öl“ vorantreiben.

## Sehenswertes
- Old Courthouse – Gerichtsgebäude mit Heimatmuseum
- Main Street
- St. Multose Church
- Old Head of Kinsale – eindrucksvolle Klippen (ca. 8 km vom Ortszentrum)
- Nohaval Cove – Meeresbucht mit Ruinen (ca. 15 km vom Ortszentrum entfernt)
- Desmond Castle von 1500, auch French Prison genannt
- Charles Fort – ein bastioniertes Fort, das in den 1670er-Jahren von den englischen Besatzern am Ort einer früheren anglo-normannischen Burg errichtet wurde. Am gegenüberliegenden Ufer befindet sich das zerfallene James Fort, eine frühere Anlage von 1602. Beide Festungen sicherten die Einfahrt des in der Mündung des River Bandon gelegenen Hafens von Kinsale. Charles Fort wurde in den folgenden Jahrhunderten weiter ausgebaut und blieb bis 1921 britische Garnison, wurde aber im Irischen Bürgerkrieg teilweise zerstört. Seit 1973 erfolgten umfangreiche Restaurierungsarbeiten.

## Städtepartnerschaft
Partnerstädte von Kinsale sind
- Newport, Vereinigte Staaten
- Antibes, Frankreich
- Mumbles, Vereinigtes Königreich

## Söhne und Töchter der Stadt
- Anne Bonny (um 1698–um 1782), Rebellin und Piratin
- Hugo Flinn (1879–1943), Politiker
- Timothy McCarthy (1888–1917), Seemann und Antarktisreisender, geboren in Lower Cove bei Kinsale
- Michael Moynihan (1917–2001), Politiker
- Eileen Desmond (1932–2005), Politikerin (Irish Labour Party)
- William Martin McKechnie (* 1951), Jurist
- Martin Ashe (* 1953), römisch-katholischer Geistlicher, Weihbischof in Melbourne